# Aldo Mantia
Aldo Mantia (Roma, 1903 – Roma, 1982) è stato un pianista, compositore ed insegnante di musica italiano.
Si cimentò anche in ambito artistico, producendo opere vicine alla corrente futurista, utilizzando la tecnica del collage.

## Biografia
Allievo dapprima della madre (a sua volta allieva di Giovanni Sgambati e Franz Liszt durante il suo soggiorno romano) e di Vladimir von Pachmann.
Ebbe modo di conoscere e frequentare sin da bambino molte eminenti personalità del mondo musicale quali Moriz Rosenthal e Ferruccio Busoni; conobbe inoltre Don Lorenzo Perosi, all'epoca anche compositore di musica sacra; entrambi furono oggetto di due separate ricostruzioni biografiche da parte di Arcangelo Paglialunga.
Insegnò per 40 anni nei conservatori di Parma e Roma; tra i suoi allievi si ricordano Bruno Nicolai e Giovanni Velluti.
Nel corso della sua professione aderì al movimento futurista insieme a Cangiullo e Marinetti, pubblicando un manifesto futurista circa l'importanza dell'improvvisazione musicale quale libera espressione della capacità artistica dello strumentista e, negli anni a seguire, compose ispirandosi ad artisti quali ad esempio Island Guizzo.

## Pubblicazioni
- Mario Bartoccini, Aldo Mantia, L'improvvisazione musicale, Milano, Direzione del Movimento Futurista, 1 marzo 1921.[5]